# Рихта (річка)
Рихта — річка в Україні, у Хорошівському й Малинському районах Житомирської області. Ліва притока Тростяниці (басейн Дніпра).

## Опис
Довжина 15 км, похил річки — 1,3 м/км. Формується з одного безіменного струмка та 1 водойми. Площа басейну 58,8 км².

## Розташування
Бере початок на півночі від села Гута-Добринь. Тече на північний схід у межах села Забране. На околиці села Сичівка впадає в річку Тростяницю, праву притоку Ірші.